# Jánský vrch (národní přírodní památka)
Jánský vrch je národní přírodní památka, která se nachází na jižních a západních svazích Jánského vrchu severovýchodně od obce Korozluky v okrese Most v Ústeckém kraji.

## Předmět ochrany
Chráněné území na Jánském vrchu u Korozluk bylo vyhlášeno Ministerstvem školství, věd a umění ČSR původně jako přírodní rezervace dne 25. září 1951. Předmětem ochrany jsou vzácná suchomilná a teplomilná rostlinná společenstva, rostoucí na výhřevném čedičovém podkladu. Botanicky cenná loučka v současnosti zaujímá plochu 9,4 ha a byla zřízena především k ochraně vzácné trávy – ovsíře stepního (Helictotrichon desertorum), který zde roste na nejzápadnější hranici svého světového rozšíření. Kromě této rostliny se zde nacházejí i další chráněné druhy jako kavyl Ivanův (Stipa pennata), bělozářka liliovitá (Anthericum liliago), koniklec luční (Pulsatilla pratensis), hlaváček jarní (Adonis vernalis), kozinec bezlodyžný (Astragalus exscapus), divizna brunátná (Verbascum phoeniceum), ušnice klínolistá (Otites cuneifolius), tařinka chlumní (Alyssum montanum), mochna písečná (Potentilla incana) či vlnice chlupatá (Oxytropis pilosa). Lokalita je zařazena v I. zóně chráněné krajinné oblasti České středohoří.

## Stav chráněného území
V letech 2005 až 2013 byl na lokalitě proveden inventarizační průzkum u oborů zoologie (denní motýli, pavouci, plazi, ptáci, savci a letouni), cévnaté rostliny (floristika a vegetace) a lichenologie. Péče o chráněné území je v kompetenci Správy Chráněné krajinné oblasti České středohoří. V materiálech CHKO se uvádí, že výskyt vzácných druhů rostlin na této lokalitě je ohrožen z několika příčin. Především zde citelně chybí dřívější forma obhospodařování, zejména pastva (zákaz provádění pastvy byl uveden jako jedna z podmínek ochrany daného území ve vyhlášce Ministerstva školství, věd a umění ČSR z roku 1951 ). Území je zároveň pod silným vlivem návazného osídlení při jeho jižní hranici - konkrétně je ohrožováno pohybem domácích zvířat a vznikem skládek domácího odpadu. Lesní porosty kolem ústřední lokality nemají přirozenou druhovou skladbu a plní spíše funkci ochranného pásma. Stepní loučka se vzácnými druhy rostlin je ale zároveň ohrožována expanzí akátu, žanovce a jasanu.
Jedním z úkolů, obsažených v Plánu péče o Chráněnou krajinnou oblast České středohoří na období 2015–2024, je sledování populace druhů s velmi vzácným výskytem v České republice. Pokud jde o NPP Jánský vrch, toto ustanovení se týká zdejšího výskytu ovsíře stepního a rostlin z rodu kavylu. Správa CHKO je v té souvislosti povinna provádět aktivní management k udržení lokality.

## Dostupnost
Na lokalitu ani poblíž ní nevede žádná značená turistická cesta. Do Korozluk existuje spojení autobusy MHD z Mostu (na zastávku Korozluky, obecní úřad), na silnici I/15, vedoucí středem obce, je zastávka Korozluky dálkových autobusových spojů.

## Galerie

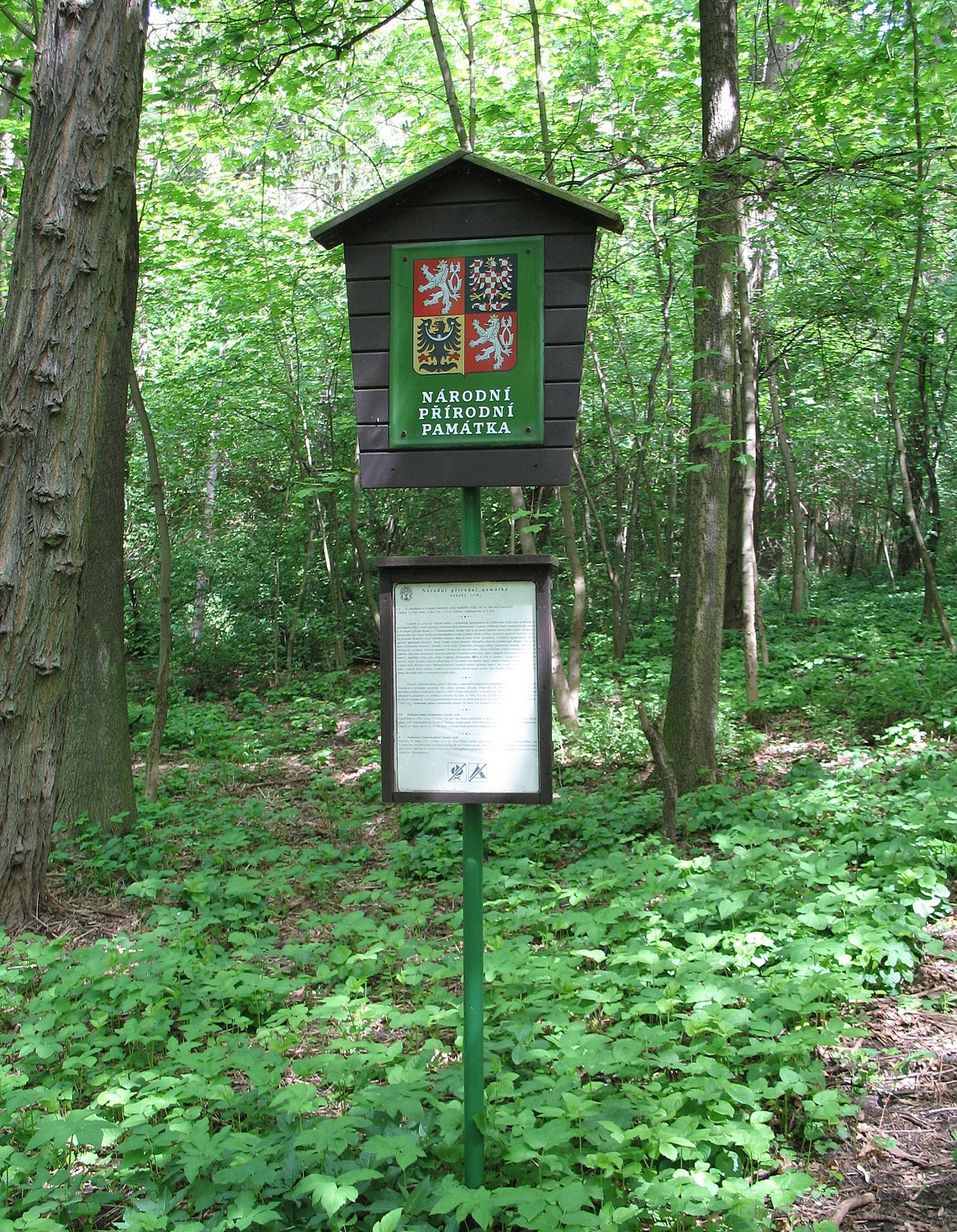
Informační tabule u vstupu na území NPP
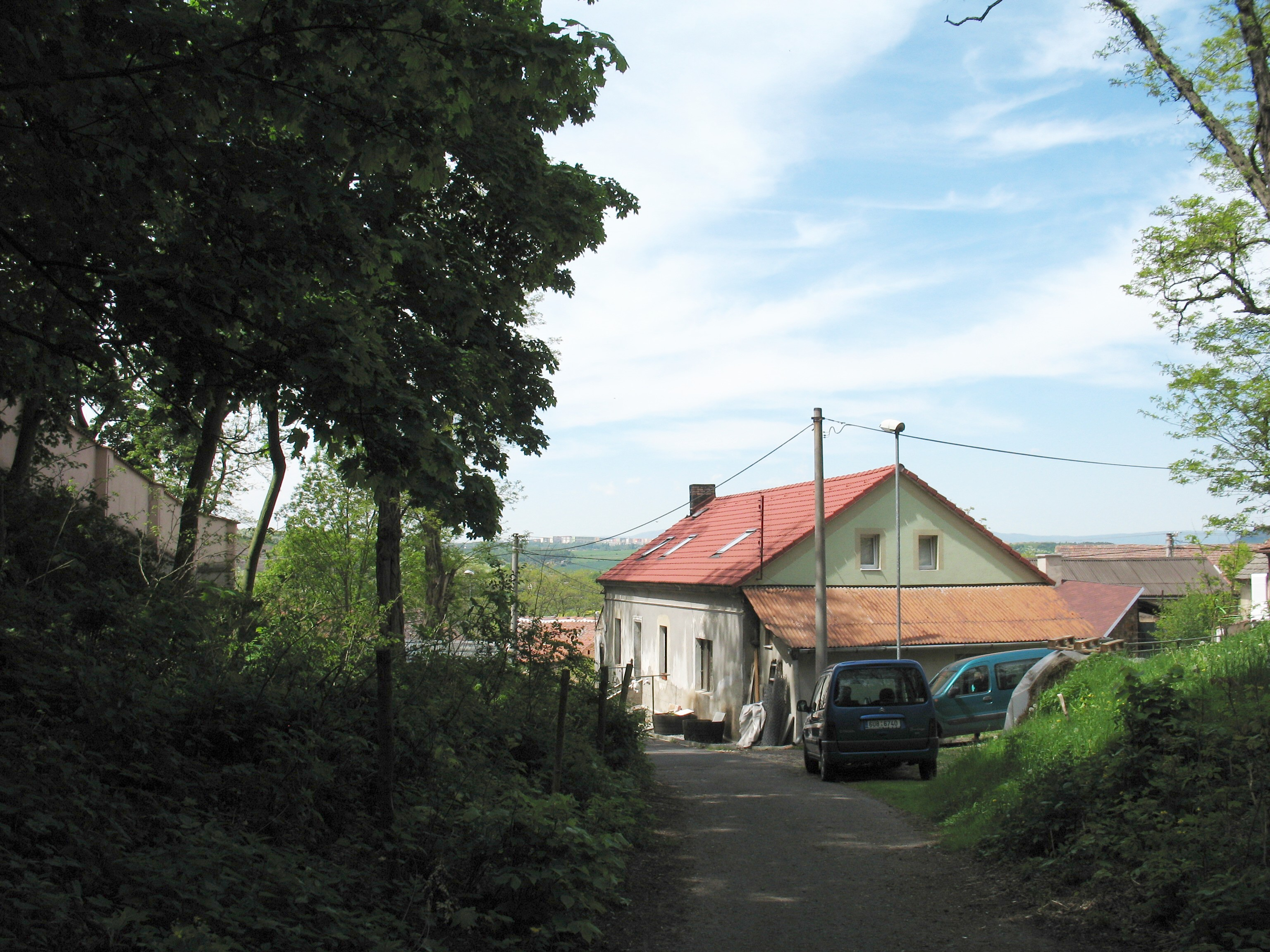
Domy v obci Korozluky na úpatí Jánského vrchu
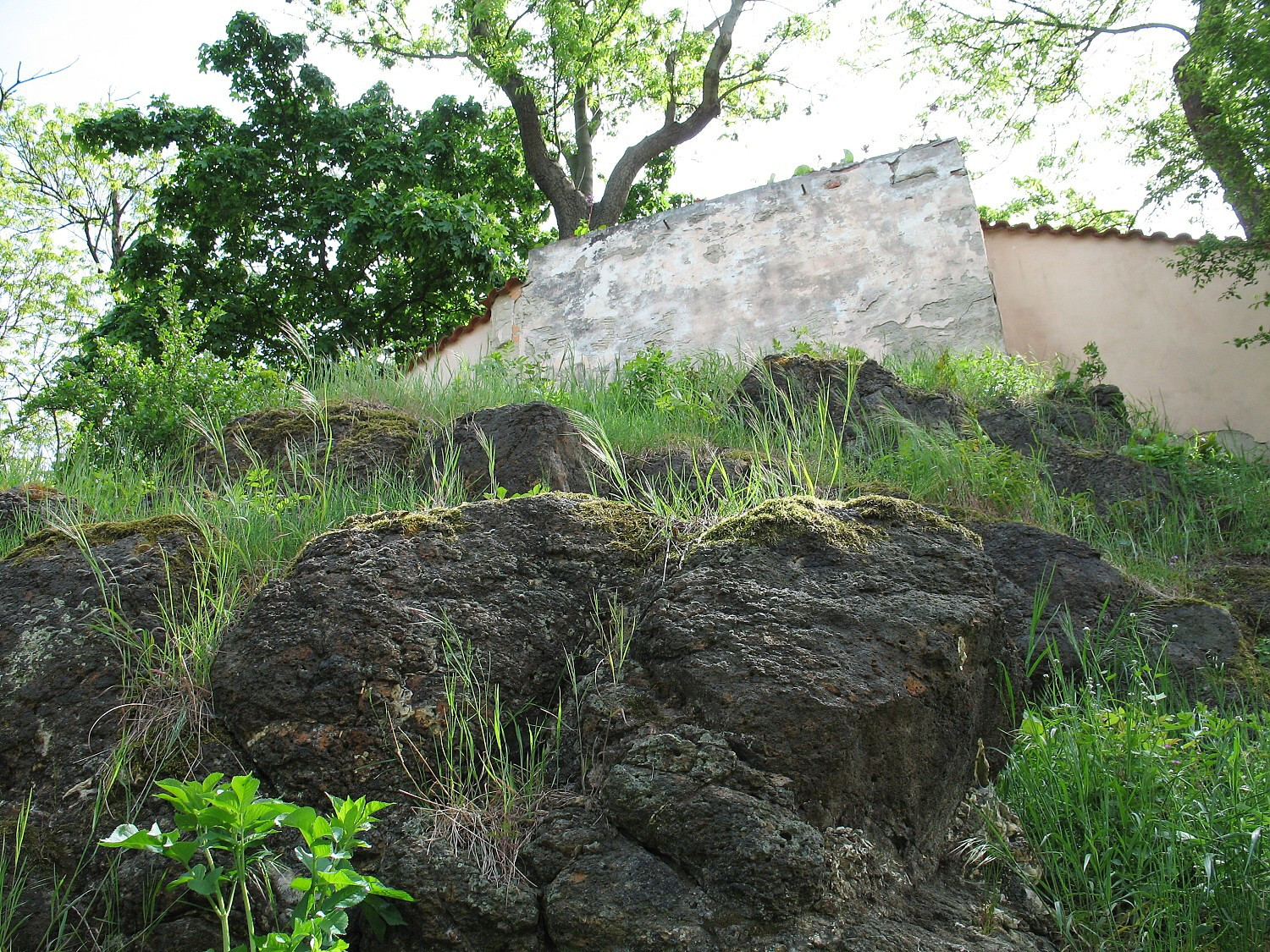
Čedičové výchozy pod zámkem v Korozlukách
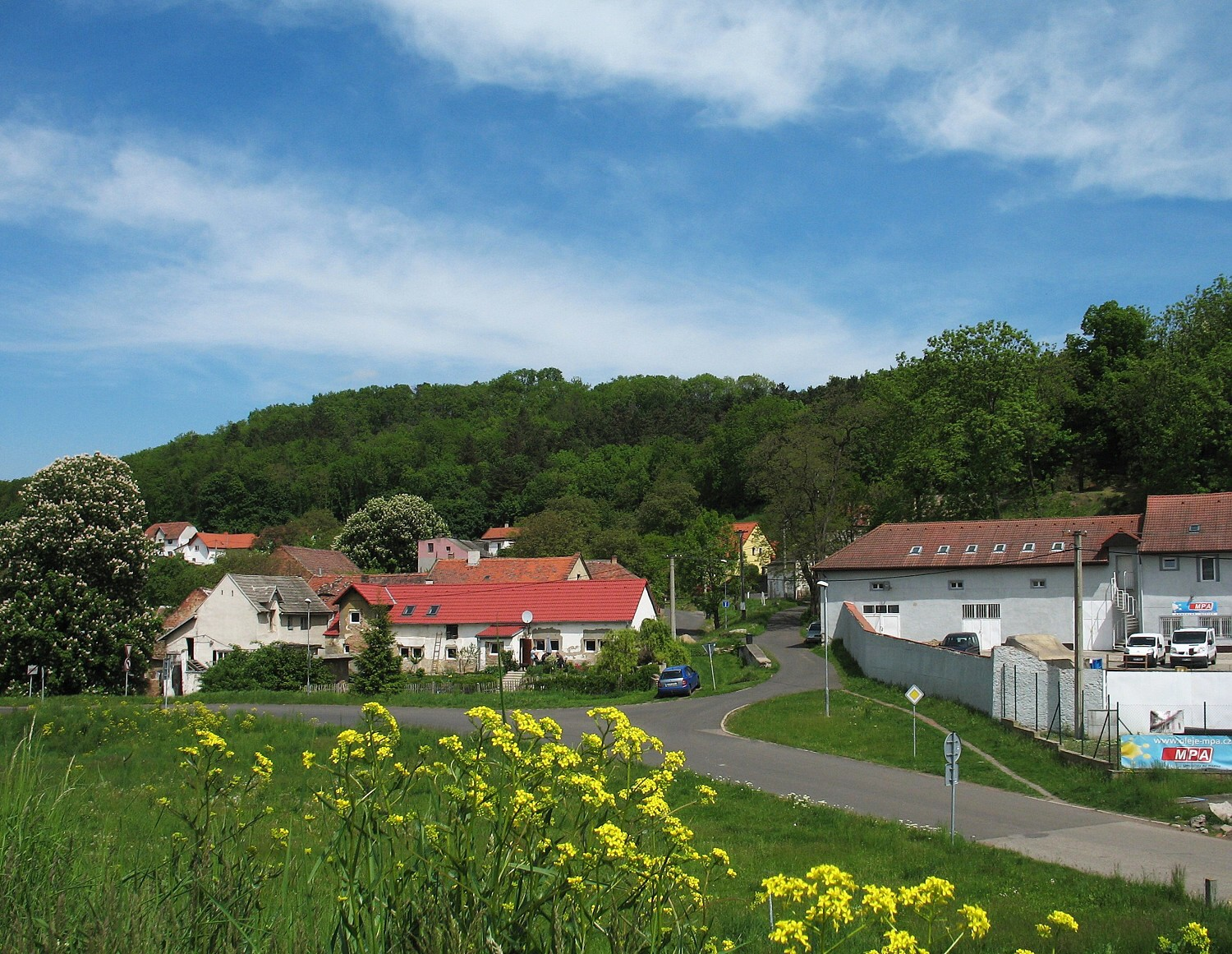
Jánský vrch v Korozlukách